# HD31225
HD31225 — подвійна зоря. 
Ця подвійна система має видиму зоряну величину в смузі V приблизно 7,0.
Вона розташована на відстані близько 595,2 світлових років від Сонця.

## Подвійна зоря
Головна зоря цієї системи належить до хімічно пекулярних зір й має спектральний клас A3.
В той же час спектральний клас іншої компоненти залишається  ще не визначеним.

## Пекулярний хімічний вміст
Зоряна атмосфера HD31225 має підвищений вміст 
Cr
.